# Вишецино
Вишецино (пол. Wyszecino) — село в Польщі, у гміні Люзіно Вейгеровського повіту Поморського воєводства.
Населення — 497 осіб (2011).
У 1975-1998 роках село належало до Гданського воєводства.

## Демографія
Демографічна структура станом на 31 березня 2011 року:
|          | Загалом | Допрацездатний вік | Працездатний вік | Постпрацездатний вік |
| -------- | ------- | ------------------ | ---------------- | -------------------- |
| Чоловіки | 268     | 75                 | 173              | 20                   |
| Жінки    | 229     | 55                 | 131              | 43                   |
| Разом    | 497     | 130                | 304              | 63                   |